# Valentina Tereixkova
  Valentina Tereixkova  (rus: Валентина Владимировна Терешкова)  (Bolxoie Màslennikovo, 6 de març de 1937), nom complet amb patronímic Valentina Vladímirovna Tereixkova, és una excosmonauta, enginyera, militar i política russa. Fou la primera dona de sortir a l'espai exterior, a bord de la càpsula Vostok 6 el 16 de juny de 1963. Actualment és diputada del Comitè d'Afers Internacionals de la Duma pel partit de Rússia Unida.

## Biografia
Tereixkova va néixer a Bolxoie Màslennikovo, un petit poble de l'óblast de Iaroslavl. Filla de Vladímir Aksiónovitx Tereixkov, un mecànic agrícola que havia mort en la guerra ruso-finlandesa, i de Ielena Fiódorovna Kruglova, treballadora d'una fàbrica tèxtil, tenia una germana més gran i un germà més petit. Vàlia, com també se la coneixia, va anar a l'escola fins als disset anys, però va haver de deixar els estudis per anar a treballar a una fàbrica de pneumàtics primer i de filats després per poder mantenir la família juntament amb la seva mare. De ben jove es va interessar pel paracaigudisme, i va començar a entrenar-se a l'aeroclub local fent el seu primer salt el 21 de maig de 1959 i arribant aviat als 126 salts. Es va convertir en monitora de paracaigudisme en el si de l'associació esportiva que ella mateixa havia creat i dirigia a la fàbrica tèxtil en què treballava. Després d'això va arribar a ser secretaria del Komsomol local (organització juvenil del Partit Comunista de la Unió Soviètica).
El mes d'octubre de 1961 el general Nikolai Kamanin, cap del cos de cosmonautes, i Serguei Koroliov, pare de l'astronàutica soviètica, van arribar a una entesa per tal d'incorporar un total de cinc dones en el nou cos de 50 cosmonautes que havien de participar en un ambiciós programa espacial. Així, el 16 de febrer de 1962 Tereixkova va ser seleccionada per formar part del cos femení de cosmonautes de la Unió Soviètica. D'entre quatre-centes sol·licituds presentades, es van seleccionar cinc dones: Tatiana Kuznetsova, Irina Soloviova, Janna Iórkina, Valentina Ponomariova, i Valentina Tereixkova, que va ser considerada una candidata particularment valuosa gràcies, principalment, al seu passat proletari i que el seu pare havia estat un heroi de guerra.
El 19 de novembre de 1962 es va realitzar una primera selecció entre les candidates, i en resultaren escollides Valentina Tereixkova i Valentina Ponomariova, però aquesta última, tot i haver tret millors resultats que Tereixkova, va fallar en l'examen ideològic, resultant així escollida Tereixkova. Per fi, el 16 de juny de 1963 va viatjar amb la càpsula Vostok 6 i va esdevenir la primera dona i la primera civil a volar a l'espai. El seu codi de vol era "Txaika" ("Ча́йка", gavina) i, en total, entre el 16 i el 19 de juny, va volar durant 70 hores i 41 minuts, donant 48 voltes a la Terra i recorrent 1.200.000 km. Encara que hi havia plans per enviar més dones a l'espai, van passar dinou anys fins que la segona dona a fer-ho, Svetlana Savítskaia, sortís a l'espai exterior. Cap de les altres quatre membres del grup de cosmonautes de Tereixkova va volar mai.

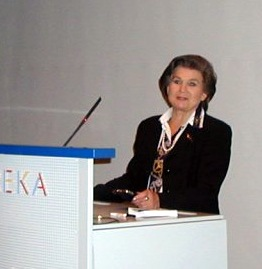
Valentina Tereixkova en una visita a Finlàndia el 2002

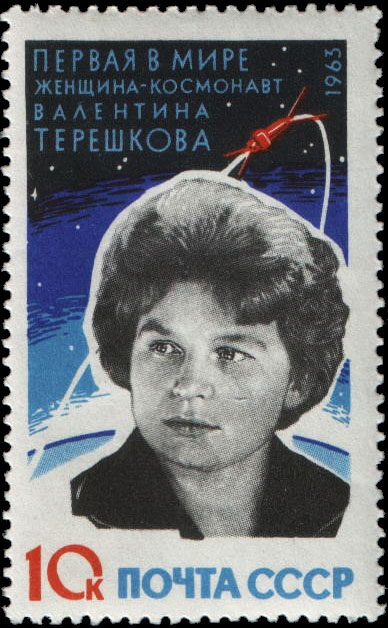
Segell soviètic de 1963

Després del seu vol, va estudiar a l'Acadèmia de les Forces Aèries Jukovski i es va graduar en enginyeria aeronàutica el 1969. Aquell mateix any, el grup de cosmonautes femení es va dissoldre. El 30 d'abril de 1970 va ser nomenada coronel de l'exèrcit soviètic. El 1977 va rebre el doctorat en enginyeria aeronàutica. A causa de la seva prominència, va ser escollida per diversos càrrecs polítics: del 1966 al 1974 al Presídium del Soviet Suprem, del 1969 al 1991 va estar al Comitè Central del Partit Comunista. El 1997 es va retirar de les forces aèries i del cos de cosmonautes per ordre presidencial.
El 3 de novembre de 1963 es va casar amb el també cosmonauta Andrian Nikolàiev (1929-2004) amb qui va tenir la seva única filla, Ielena Andriànovna, el 8 de juny de 1964. Es va divorciar del seu primer marit el 1982, tot i que el matrimoni ja s'havia degradat des de molt temps abans. El seu segon marit, el doctor Iuli Xapóixnikov, va morir el 1999.
Tereixkova va ser nomenada Heroïna de la Unió Soviètica, la màxima condecoració concedida per l'URSS. També va ser condecorada amb l'Ordre de Lenin, l'Orde de la Revolució d'Octubre, l'Orde de la Bandera Roja del Treball, diverses medalles i diverses condecoracions estrangeres (com l'Orde de Karl Marx de l'Alemanya Oriental). També té el títol d'Heroïna del Treball Socialista de Txecoslovàquia, Heroïna del Treball del Vietnam i Heroïna de Mongòlia. El cràter Tereixkova del revers de la Lluna porta el seu nom en honor seu.
A partir de la dècada del 1980 i sobretot de l'arribada de Gorbatxov al poder, la fama i els privilegis de Tereixkova, que una part de la població considerava immerescuts, van començar a decréixer fins que, el 30 d'abril de 1997 davant de la indiferència general, Tereixkova es va retirar definitivament.

## Llegat
Valentina Tereixkova ha estat votada en un procés participatiu realitzat el març del 2010, a Palafrugell, de dones que mereixen un carrer.

## Activitat social
El 2011, va ser elegida membre de la Duma Estatal de Rússia del partit Rússia Unida a la llista regional de Iaroslavl. Tereixkova, juntament amb Ielena Mizúlina, Irina Iarovaia i Andrei Skotx, és membre d'un grup de diputats de diferents partits per a la protecció dels valors cristians; en aquesta capacitat, va donar suport a la introducció d'esmenes a la Constitució russa, el 2020, segons les quals, "l'ortodòxia és la base de la identitat nacional i cultural de Rússia". També va ser ella que, en l'últim dia de termini per incloure esmenes a la revisió constitucional de 2020, va proposar la que possibilitava la reelecció a Vladímir Putin a dos nous mandats. Vicepresidenta del Comitè d'Estructura Federal i Autogovern Local de la Duma Estatal des del 21 de desembre de 2011.